# Tachyoryctes
Tachyoryctes is een geslacht van zoogdieren uit de familie Spalacidae. De wetenschappelijke naam van het geslacht werd in 1835 gepubliceerd door Eduard Rüppell. De soorten uit dit geslacht worden vaak molratten genoemd, maar zijn nauwer verwant aan de bamboeratten.

## Soorten
Er worden 2 soorten in dit geslacht geplaatst:
- Tachyoryctes macrocephalus (Rüppell, 1842) - Reuzenmolrat
- Tachyoryctes splendens (Rüppell, 1835) - Oost-Afrikaanse molrat